# Acerotisa notulata
Acerotisa notulata är en plattmaskart. Acerotisa notulata ingår i släktet Acerotisa och familjen Euryleptidae. Inga underarter finns listade i Catalogue of Life.